# Jowisz

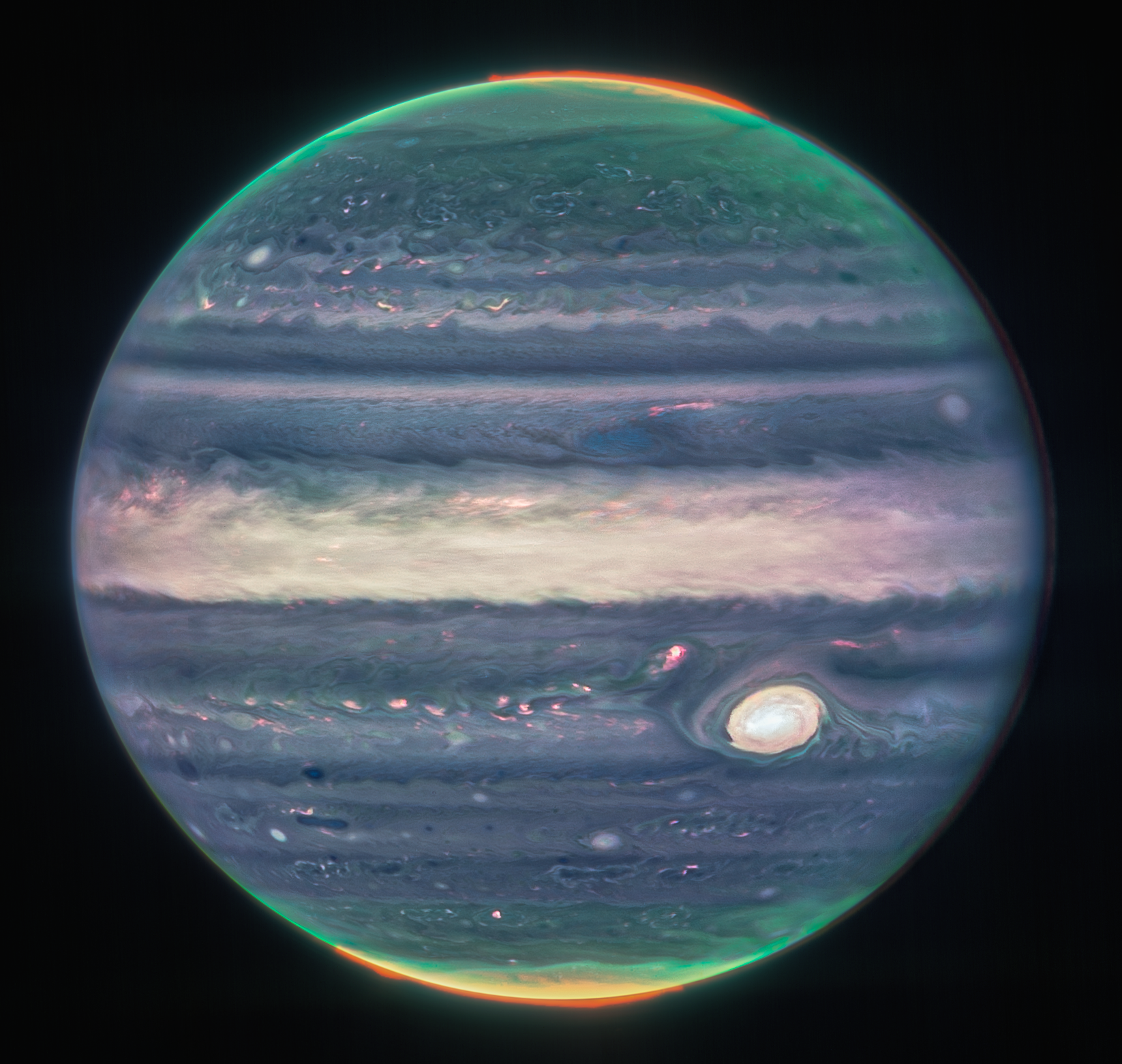
Zorze na biegunach Jowisza. Zdjęcie światła podczerwonego zmapowanego na zakres światła widzialnego, JWST.

Jowisz – gazowy olbrzym, największa planeta Układu Słonecznego. Piąta planeta w kolejności od Słońca. Masa Jowisza jest nieco mniejsza niż jedna tysięczna masy Słońca, a zarazem dwa i pół razy większa niż łączna masa pozostałych planet w Układzie Słonecznym. Wraz z Saturnem, Uranem i Neptunem tworzą grupę gazowych olbrzymów, nazywaną czasem również planetami jowiszowymi.
Planetę znali astronomowie w czasach starożytnych, była związana z mitologią i wierzeniami religijnymi wielu kultur. Rzymianie nazwali planetę na cześć najważniejszego bóstwa swojej mitologii – Jowisza. Obserwowany z Ziemi Jowisz może osiągnąć jasność do −2,95m. Jest to trzeci co do jasności naturalny obiekt na nocnym niebie po Księżycu i Wenus (okresowo, w momencie wielkiej opozycji, jasnością może mu dorównywać Mars).
Składa się w trzech czwartych z wodoru i w jednej czwartej z helu; może posiadać także skaliste jądro złożone z cięższych pierwiastków. Szybka rotacja nadaje mu kształt spłaszczonej elipsoidy obrotowej (ma też niewielkie, ale zauważalne zgrubienie w płaszczyźnie równika). Powierzchnię planety, którą stanowią nieprzezroczyste wyższe warstwy atmosfery, pokrywa kilka warstw chmur, układających się w charakterystyczne pasy widoczne z Ziemi. Najbardziej znanym szczegółem jego powierzchni jest odkryta w XVII wieku przy pomocy teleskopu Wielka Czerwona Plama, będąca antycyklonem o średnicy większej niż średnica Ziemi. Planeta ma słabo widoczne pierścienie i potężną magnetosferę. Okrążają ją cztery wielkie, kuliste księżyce zwane galileuszowymi, które odkrył Galileusz w 1610. Ganimedes, największy z księżyców, ma średnicę większą niż planeta Merkury. Ogółem jest znanych 97 księżyców Jowisza.
Był wielokrotnie badany przez sondy, zwłaszcza na początku programu Pioneer i programu Voyager, a następnie przez sondę Galileo. Od lipca 2016 roku na orbicie dookoła planety znajduje się sonda kosmiczna Juno, która miała okrążać ją i badać do lipca 2021, misję sondy przedłużono do września 2025.

## Struktura
Jowisz należy do gazowych olbrzymów; oznacza to, że w niewielkim stopniu składa się z substancji stałych. Jest największą planetą w Układzie Słonecznym, o średnicy równikowej 142 984 km. Jego gęstość wynosi 1,326 g/cm³; jest drugi pod względem gęstości spośród planet-olbrzymów, ale jego gęstość jest mniejsza niż każdej spośród czterech planet wewnętrznych.

### Skład atmosfery
Objętościowo atmosfera Jowisza składa się z około 88–92% wodoru i 8–12% helu (około 1% atmosfery stanowią metan, woda i amoniak). Atom helu jest cztery razy cięższy niż atom wodoru, więc skład liczony według masowego udziału różnych substancji w atmosferze jest inny. Pod względem masy atmosfera Jowisza składa się w około 75% z wodoru i 24% helu, około 1% stanowią pozostałe składniki. Skład wnętrza Jowisza to mniej więcej 71% wodoru, 24% helu i 5% innych pierwiastków. Atmosfera zawiera śladowe ilości metanu, pary wodnej, amoniaku i związków krzemu, a także węgla, etanu, siarkowodoru, neonu, tlenu, fosforowodoru, i siarki. Najbardziej zewnętrzna warstwa atmosfery zawiera amoniak w postaci kryształów. Obserwacje w podczerwieni i nadfiolecie potwierdziły obecność śladowych ilości benzenu i innych węglowodorów.
Atmosferyczne proporcje wodoru i helu są bardzo zbliżone do teoretycznego składu pierwotnej mgławicy słonecznej, jednak neon w górnych warstwach atmosfery występuje tylko w stężeniu masowym 20 ppm, co stanowi około jedną dziesiątą stężenia występującego na Słońcu. Atmosfera jest także nieco uboższa w hel – jest w niej około 80% zawartości helu w Słońcu. Zmniejszenie jego zawartości może być wynikiem skraplania się i opadów helu do jej głębszych warstw. Zawartość cięższych gazów obojętnych w atmosferze Jowisza jest około dwa do trzech razy większa niż na Słońcu.
Z badań spektroskopowych wynika, że Saturn ma skład podobny do Jowisza, ale dalsze planety-olbrzymy, Uran i Neptun, zawierają znacznie mniej wodoru i helu. Ze względu na brak badań przeprowadzonych przez próbniki atmosferyczne, brak jest szczegółowych danych dotyczących planet krążących dalej niż Saturn.

### Masa

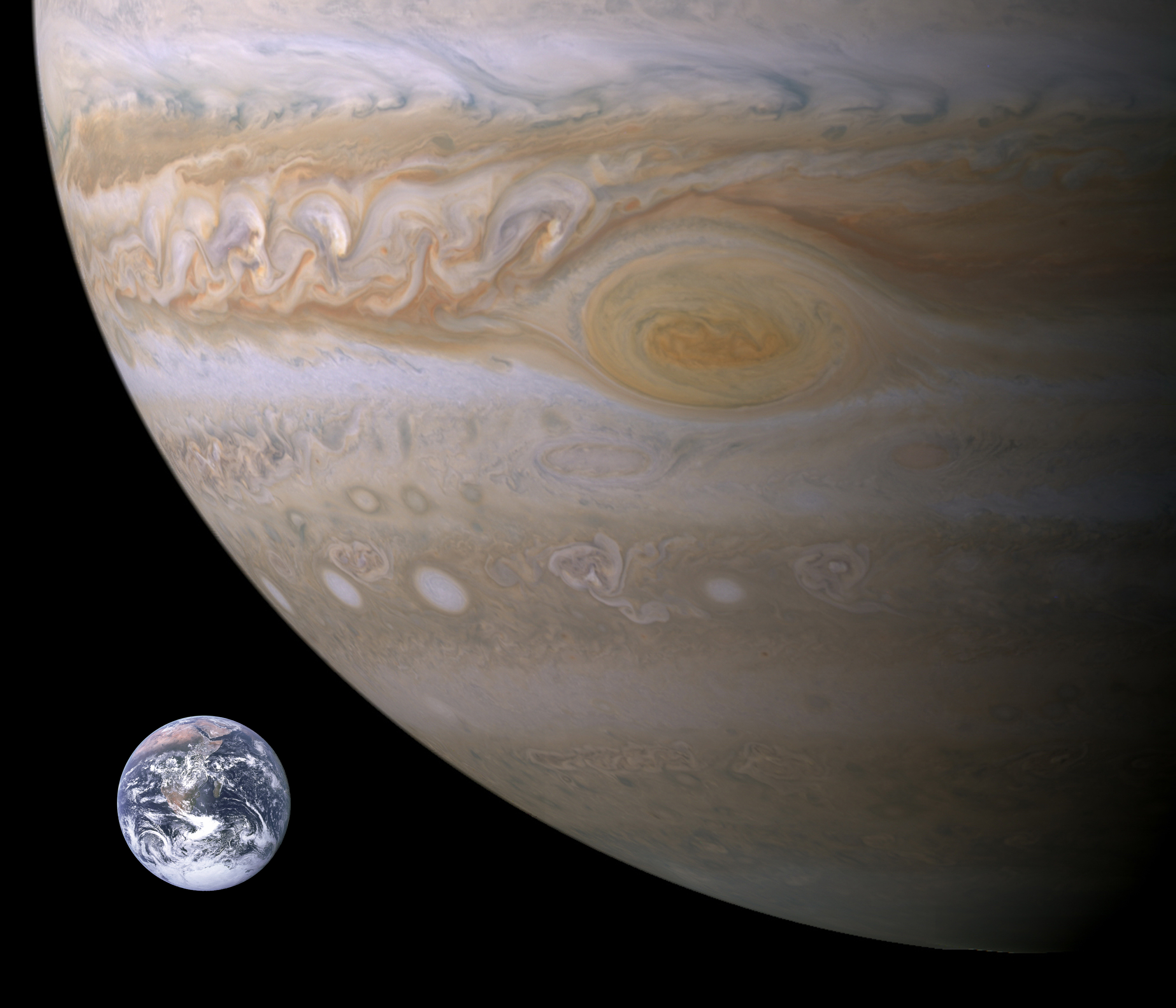
Porównanie wielkości Ziemi i Jowisza, w tym Wielkiej Czerwonej Plamy

Masa Jowisza jest 2,4 razy większa od łącznej masy pozostałych planet. Jest on tak masywny, że powoduje przesunięcie się barycentrum Układu Słonecznego ponad powierzchnię Słońca (środek masy układu Słońce–Jowisz leży w odległości 1,068 promienia słonecznego od środka gwiazdy). Średnica tej planety jest 11 razy większa niż Ziemi, ale ma ona znacznie mniejszą gęstość. Objętość Jowisza jest 1321 razy większa od objętości Ziemi, a jego masa 318 razy większa od masy Ziemi. Jowisz ma promień równy 0,1 promienia Słońca, masę równą 0,001 masy Słońca, co oznacza, że ma podobną do niego gęstość. Masa Jowisza (MJ lub MJup) jest często używana jako jednostka przy określaniu masy innych obiektów, w szczególności planet pozasłonecznych oraz brązowych karłów. Na przykład planeta HD 209458 b ma masę 0,69 MJ, a COROT-7 b ma masę 0,0149 MJ.
Gdyby Jowisz znacznie zwiększył masę, skurczyłby się. Przy małych zmianach masy promień planety typu gazowego olbrzyma niemal nie zmienia się, a przy około czterech masach Jowisza wnętrze staje się na tyle sprężone pod wpływem zwiększonej siły grawitacji, że objętość planety maleje, mimo wzrastającej ilości materii. Z tego powodu uważa się, że Jowisz jest planetą o maksymalnej średnicy, jaką może osiągnąć ciało o takim składzie i ewolucji. Niektóre planety pozasłoneczne mają większe średnice, ale są to ciała krążące znacznie bliżej gwiazd; większe rozmiary są skutkiem znacznie większej temperatury. Proces dalszego kurczenia się przy wzroście masy trwa aż do zapłonu reakcji termojądrowych, który może zajść w przypadku brązowego karła o masie około 50 mas Jowisza. Z tego powodu niektórzy astronomowie nazywają Jowisza „nieudaną gwiazdą”, choć nie jest jasne, czy procesy związane z tworzeniem się planet takich jak Jowisz są podobne do procesów formowania układów gwiazd wielokrotnych.
Pomimo że Jowisz musiałby być około 75 razy masywniejszy, aby stać się gwiazdą, najmniejszy znany czerwony karzeł ma tylko o około 16 procent większy promień niż ta planeta. Mimo braku reakcji termojądrowych we wnętrzu Jowisz wypromieniowuje więcej ciepła, niż otrzymuje od Słońca. Ilość ciepła wyprodukowanego wewnątrz planety jest prawie równa ilości otrzymywanej od Słońca. To dodatkowe promieniowanie jest generowane zgodnie z mechanizmem Kelvina-Helmholtza przez adiabatyczną kontrakcję. W wyniku tego procesu Jowisz kurczy się o około 3 cm rocznie. Po powstaniu Jowisz był znacznie gorętszy, przez co miał około dwa razy większą średnicę niż obecnie.

### Budowa wewnętrzna

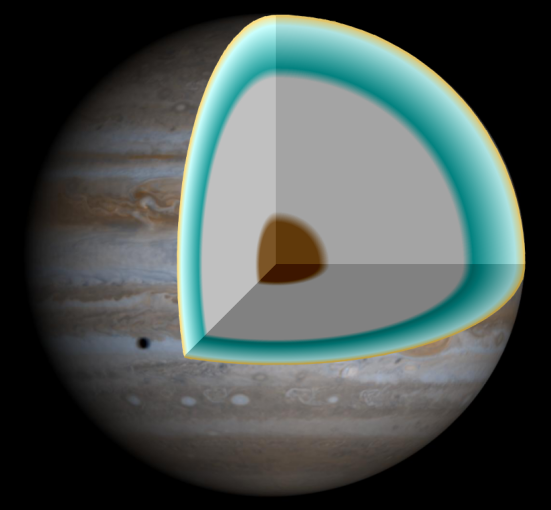
Model budowy wewnętrznej Jowisza, ze skalistym jądrem otoczonym warstwą metalicznego wodoru

Uważa się, że Jowisz składa się z gęstego jądra zawierającego różne pierwiastki, otoczonego warstwą ciekłego metalicznego wodoru z dodatkiem helu, oraz warstwy zewnętrznej, złożonej głównie z wodoru cząsteczkowego. Poza tym ogólnym zarysem struktura wnętrza jest nieznana. Jądro jest często opisywane jako skaliste, ale jego dokładny skład jest nieznany, podobnie jak właściwości materiałów w temperaturze i ciśnieniu panującym na tych głębokościach (patrz niżej). W 1997 istnienie jądra zostało zasugerowane przez pomiary grawitacyjne wskazujące, że ma ono masę od 12 do 45 mas Ziemi, czyli około 3–15% całkowitej masy Jowisza. Obecność jądra w ciągu przynajmniej części historii Jowisza jest sugerowana przez modele powstawania planet, zgodnie z którymi początkowo tworzy się skaliste lub lodowe jądro, wystarczająco masywne, aby przyciągnąć wielką ilość wodoru i helu z mgławicy protosłonecznej. W późniejszej historii planety jądro, jeżeli istniało, mogło ulec zmniejszeniu, gdyż prądy konwekcyjne w gorącym, ciekłym wodorze metalicznym mogły zmieszać się ze stopioną materią jądra i wynieść ją w wyższe warstwy wnętrza planety. Jądro obecnie może nawet nie istnieć; pomiary pola grawitacyjnego okazały się niedostatecznie precyzyjne by to rozstrzygnąć.
Niepewność modeli jest związana z marginesem błędu w dotychczasowych pomiarach parametrów: jednego ze współczynników rotacyjnych (J6) używanego do opisania momentu grawitacyjnego, równikowego promienia Jowisza i temperatury na poziomie, na którym ciśnienie ma wartość 1 bara. Misja Juno, rozpoczęta w sierpniu 2011, ma na celu zmniejszenie niepewności tych parametrów, a tym samym osiągnięcie postępów w modelowaniu wnętrza Jowisza.
Jądro jest otoczone gęstym wodorem metalicznym, który rozciąga się na zewnątrz do około 78% promienia planety. Opady kropel helu i neonu w głąb planety przez tę warstwę, powodują zubożenie górnej atmosfery Jowisza w te pierwiastki.
Ponad warstwą metalicznego wodoru znajduje się przejrzysta wewnętrzna atmosfera, w której znajduje się ciekły i gazowy wodór; warstwa gazowa rozciąga się od podstawy chmur do głębokości około 1000 km. Zamiast wyraźnej granicy lub powierzchni między różnymi fazami wodoru, gaz prawdopodobnie płynnie przechodzi w ciecz. Taka sytuacja ma miejsce, gdy temperatura jest wyższa od temperatury krytycznej substancji, która dla wodoru jest równa 33 K.
Temperatura i ciśnienie wnętrza rośnie z głębokością. W obszarze przejścia fazowego, w którym ciekły wodór – podgrzewany jest ponad punkt krytyczny – staje się metaliczny, szacuje się, że temperatura osiąga 10 000 K, a ciśnienie – 200 GPa. Temperaturę na granicy jądra ocenia się na 36 000 K, a ciśnienie na 3000–4500 GPa.

## Atmosfera
Jowisz ma największą atmosferę z planet w Układzie Słonecznym, grubą na ponad 5000 km. Nie ma stałej powierzchni, za podstawę jego atmosfery uznaje się miejsce, w którym ciśnienie atmosferyczne jest równe 10 barów, czyli jest dziesięć razy większe od ciśnienia na powierzchni Ziemi.

### Warstwy chmur
Jowisz jest stale pokryty chmurami składającymi się z kryształów amoniaku i ewentualnie wodorosiarczku amonu. Chmury znajdują się w tropopauzie i układają się w pasma w różnych szerokościach jowigraficznych. Dzieli się je na jaśniejsze „strefy” i ciemniejsze „pasy”. Wzajemne oddziaływanie tych struktur powoduje powstanie turbulencji i układów burzowych. Prędkość wiatru w tych regionach często dochodzi do 100 m/s (360 km/h). Strefy zaobserwowano na różnych szerokościach; ich kolor i intensywność zmienia się z roku na rok, ale pozostają one wystarczająco stabilne, by astronomowie nadali im nazwy.
Warstwa chmur ma tylko około 50 km grubości, a składa się co najmniej z dwóch pokładów: grubego dolnego pokładu i cienkiego jaśniejszego regionu. Poniżej warstwy tworzonej przez amoniak może również istnieć cienka warstwa chmur wodnych, o czym świadczą błyski piorunów wykryte w atmosferze Jowisza (cząsteczki wody są polarne, co przyczynia się do rozdzielenia ładunków niezbędnego do powstania błyskawic). Te wyładowania elektryczne mogą być nawet tysiąc razy potężniejsze niż pioruny na Ziemi. Woda może tworzyć superkomórki burzowe, napędzane przez dopływ ciepła z wnętrza planety.
Pomarańczowe i brązowe zabarwienie chmur Jowisza jest spowodowane przez związki, które zmieniają kolor pod wpływem promieniowania nadfioletowego Słońca. Ich dokładny skład pozostaje nieznany, ale przypuszcza się występowanie fosforu, siarki i ewentualnie węglowodorów. Związki te, odpowiedzialne za barwę chromofory, mieszają się z cieplejszym, niższym pokładem chmur. Jasne strefy powstają, gdy ruch wznoszący w obrębie komórek konwekcyjnych powoduje krystalizację amoniaku, którego kryształki zakrywają niższe chmury.
Małe nachylenie osi obrotu Jowisza oznacza, że bieguny stale otrzymują znacznie mniej słonecznego promieniowania niż okolice równika. Jednocześnie konwekcja we wnętrzu planety transportuje więcej energii w okolice biegunów, przez co temperatury na poziomie chmur ulegają wyrównaniu.

### Burze

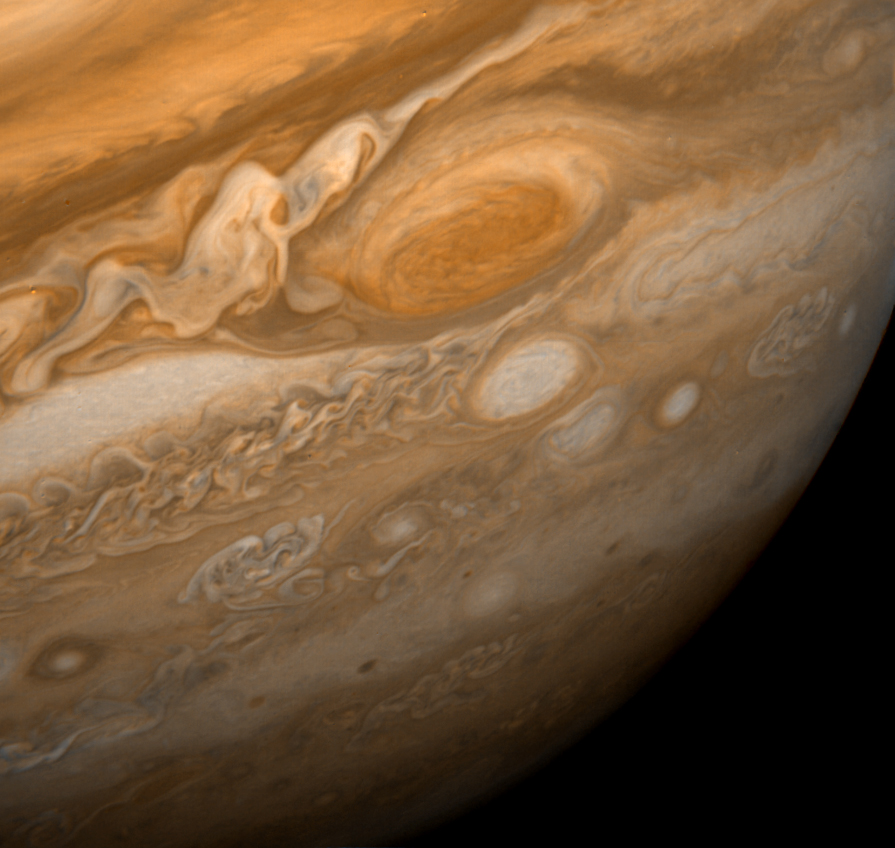
Widok Wielkiej Czerwonej Plamy na Jowiszu i jej otoczenia został uwieczniony przez sondę Voyager 1 25 lutego 1979, kiedy była w odległości 9,2 miliona km od Jowisza. Widoczne są szczegóły chmur o rozmiarach 160 km. Barwny, falisty układ chmur na lewo od Wielkiej Czerwonej Plamy jest regionem o niezwykle złożonym i zmiennym ruchu falowym. Biała owalna burza, bezpośrednio poniżej Wielkiej Czerwonej Plamy, ma rozmiar w przybliżeniu równy średnicy Ziemi.

Najbardziej znaną cechą Jowisza jest Wielka Czerwona Plama, trwały antycyklon, znajdujący się 22° na południe od równika, którego średnica jest większa od średnicy Ziemi. O jego istnieniu wiadomo od co najmniej 1831; prawdopodobnie zaobserwowano go już w 1665. Modele matematyczne wskazują, że burza jest stabilna i jest stałą cechą planety. Ten układ burzowy jest wystarczająco duży, by można było go obserwować z Ziemi przez teleskop o średnicy 12 cm.
Okres obrotu Wielkiej Czerwonej Plamy wynosi około sześciu dni. Ma ona rozmiar 24 000–40 000 × 12 000–14 000 km. Jest wystarczająco duża, aby w swoim wnętrzu pomieścić dwie lub trzy planety o średnicy Ziemi. Wznosi się maksymalnie na około 8 km ponad górną warstwę sąsiednich chmur.
Burze takie jak ta występują powszechnie w atmosferze gazowego giganta. Na Jowiszu występują również nienazwane białe i brązowe owale. Na białe owale składają się zwykle stosunkowo chłodne chmury, położone w górnych warstwach atmosfery. Owale brązowe są cieplejsze i znajdują się na „normalnym” poziomie chmur. Takie burze mogą trwać zaledwie kilka godzin, ale mogą również istnieć przez setki lat.

Film poklatkowy ze zbliżenia Voyagera I do Jowisza w 1979 roku, pokazujący ruch pasów i stref w atmosferze planety, a także obrót Wielkiej Czerwonej Plamy. To największa planeta, której powierzchnia została zarejestrowana w takiej rozdzielczości, i zarazem największa planeta w Układzie Słonecznym

Jeszcze zanim misja Voyagera wykazała jednoznacznie, że Wielka Czerwona Plama jest układem burzowym, istniały argumenty na to, że nie może ona być bezpośrednio związana z żadnym zjawiskiem zachodzącym w głębi planety. Plama obraca się bowiem w sposób odmienny od pozostałej części atmosfery, czasem szybciej, czasem wolniej. W trakcie swojej historii kilkukrotnie obiegła planetę w stosunku do jakiegokolwiek innego ustalonego punktu na powierzchni.
Na skutek połączenia kilku białych owali w 2000 w atmosferze półkuli południowej uformowało się zjawisko podobne do Wielkiej Czerwonej Plamy, jednak mniejsze. Białe owale wchodzące w skład burzy zostały po raz pierwszy zaobserwowane w 1938. Od czasu powstania wzrosła ona na sile i zmieniła kolor z białego na czerwony. Nowo powstały układ burzowy określa się nazwą Owal BA lub Mała Czerwona Plama.
Francuscy naukowcy opublikowali wyniki badań, z których wynika, że podmuchy wiatru na Jowiszu mogą sięgać nawet 1500 km/h.

## Pierścienie Jowisza

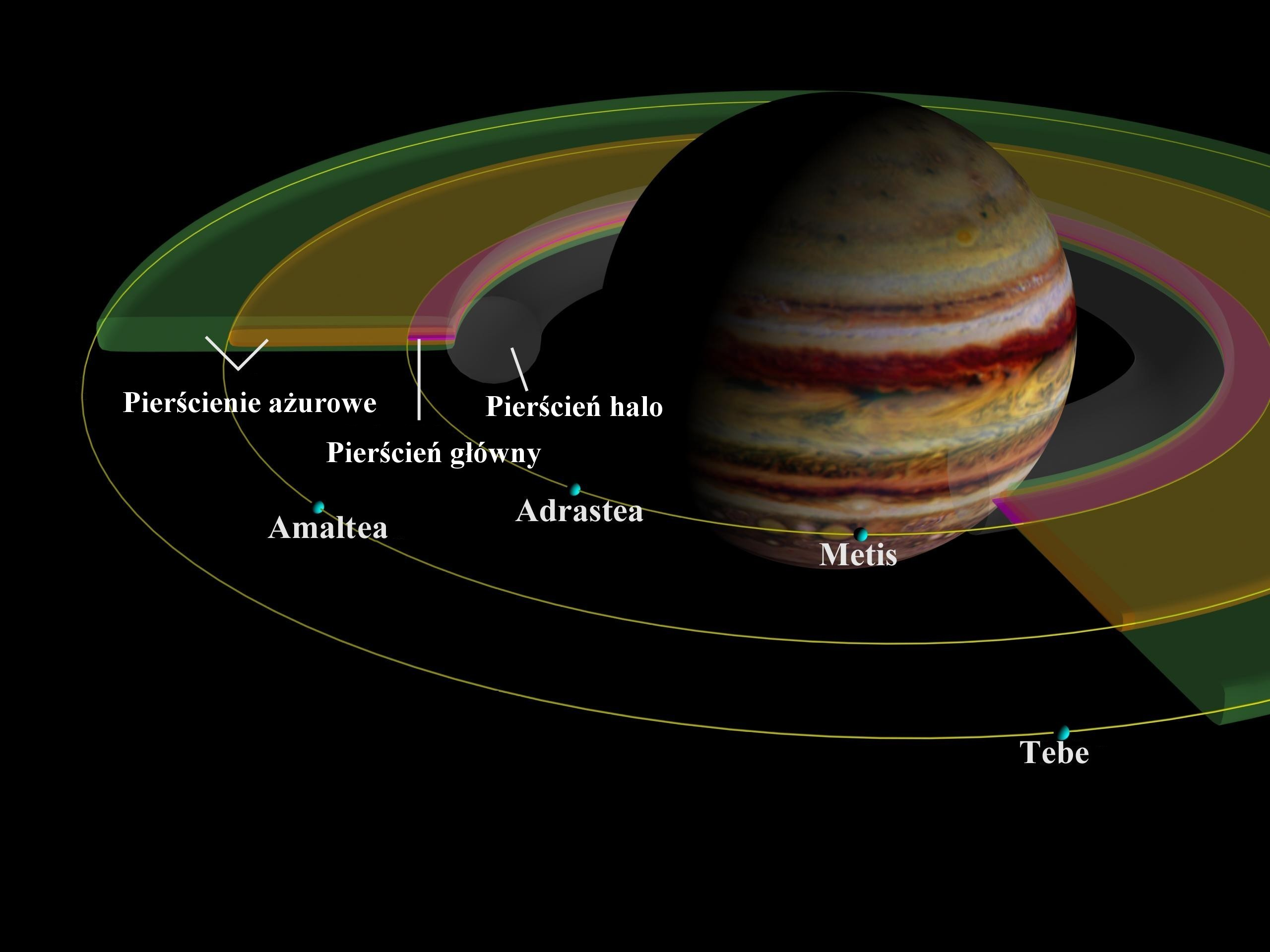
Pierścienie Jowisza

Jowisz ma słaby układ pierścieni, składający się z trzech głównych segmentów: wewnętrznego torusa cząsteczek zwanego halo, stosunkowo jasnego pierścienia głównego, oraz zewnętrznego pierścienia ażurowego. Pierścienie te wydają się być zbudowane z pyłu, a nie z lodu jak pierścienie Saturna. Główny pierścień jest prawdopodobnie zbudowany z materiału wyrzuconego na skutek uderzeń mikrometeorytów z księżyców Adrastei i Metis. Materiał, zamiast opaść z powrotem na księżyc, trafia na orbitę wokół Jowisza ze względu na silny wpływ jego grawitacji. Wyrzucone cząstki pod wpływem trajektorii spadają w stronę Jowisza, a nowy materiał jest dodawany przez kolejne uderzenia. W podobny sposób, księżyce Tebe i Amaltea prawdopodobnie wytwarzają dwa zewnętrzne pierścienie ażurowe.
Są również dowody na istnienie pasma skalistych cząstek na orbicie Amaltei, które mogły zostać wyrzucone przez impakty z powierzchni tego księżyca.

## Magnetosfera

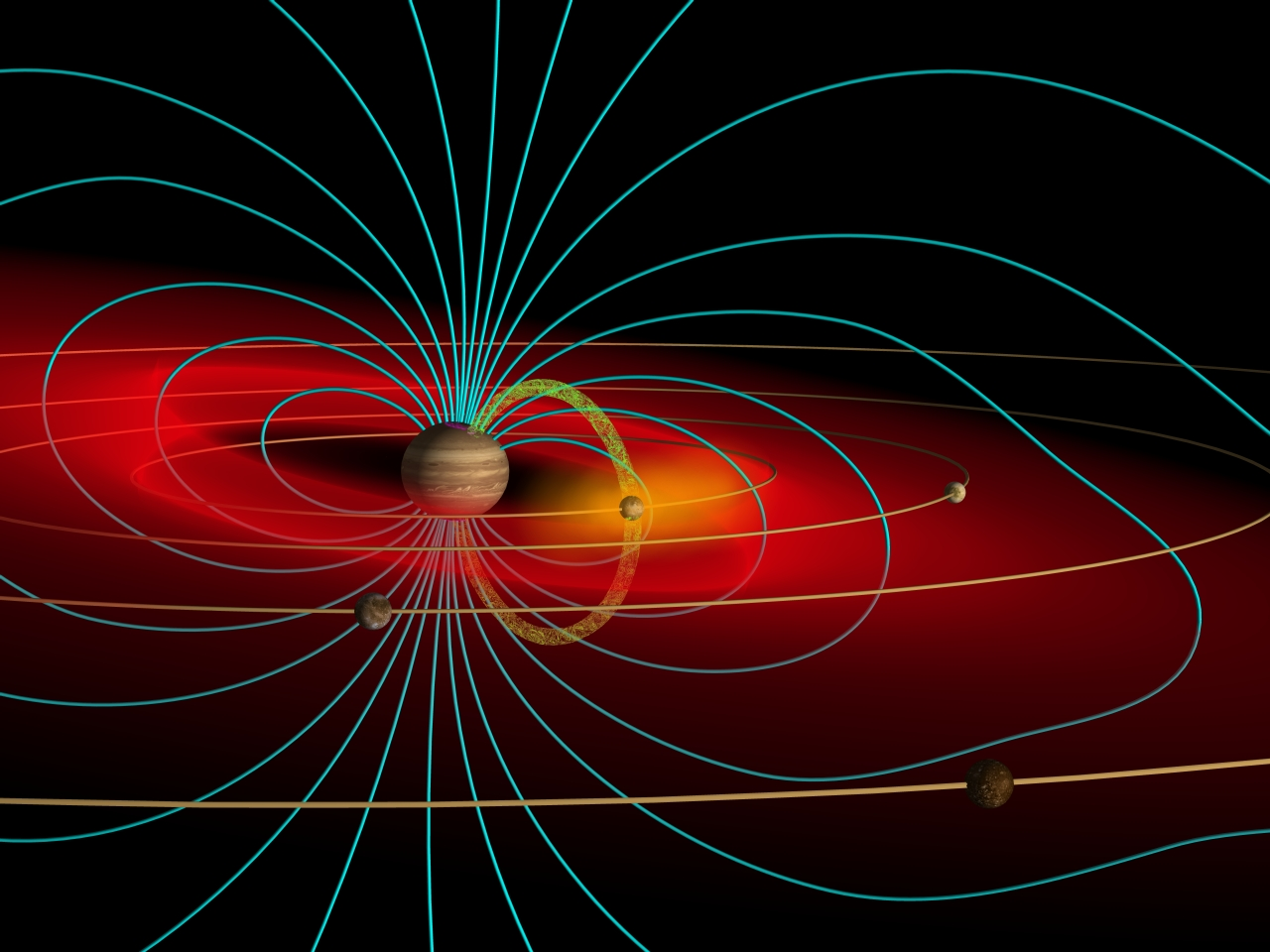
Schemat magnetosfery Jowisza; turkusowe linie to linie pola magnetycznego, na czerwono zaznaczono torus zjonizowanej materii na orbicie Io, żółty kolor wskazuje położenie chmury neutralnych cząstek pochodzących z księżyca.

Pole magnetyczne Jowisza jest 14 razy silniejsze od ziemskiego, osiągając wartości od 0,42 mT (4,2 gausy) na równiku do 1,0–1,4 mT (10–14 Gs) na biegunach. Jest najsilniejszym naturalnym polem magnetycznym w Układzie Słonecznym (z wyjątkiem plam słonecznych). Uważa się, że pole magnetyczne Jowisza jest wytwarzane przez prądy wirowe – zawirowania przepływu materiałów przewodzących – wewnątrz płaszcza metalicznego wodoru. Pole, tworzące na zewnątrz planety rozległą magnetosferę, zatrzymuje zjonizowane cząstki wiatru słonecznego. Elektrony pochodzące z plazmy uwięzionej w magnetosferze (porównaj z pasami Van Allena) jonizują dwutlenek siarki, dostarczany przez aktywność wulkaniczną na księżycu Io, tworzący chmurę w kształcie torusa wokół planety. W magnetosferze są również uwięzione cząsteczki wodoru z atmosfery Jowisza. Elektrony w magnetosferze generują szum radiowy w zakresie 0,6–30 MHz.
W odległości około 75 promieni Jowisza od planety, oddziaływanie magnetosfery i wiatru słonecznego tworzy łukową falę uderzeniową. Odległość magnetopauzy Jowisza w kierunku Słońca podlega fluktuacjom, spowodowanym zmianami w ciśnieniu wiatru słonecznego. Magnetopauza tworzy wewnętrzną krawędź płaszcza magnetycznego (ang. magnetosheath), gdzie pole magnetyczne planety staje się słabe i niezorganizowane. Wiatr słoneczny ma silny wpływ na kształt tego regionu, powodując wydłużanie się magnetosfery po „zawietrznej” stronie Jowisza tworząc „ogon magnetyczny” (ang. magnetotail), który sięga niemal orbity Saturna. Orbity czterech największych księżyców Jowisza znajdują się w obrębie magnetosfery, która chroni je przed wiatrem słonecznym i jednocześnie powoduje bombardowanie ich powierzchni wysokoenergetyczną plazmą.

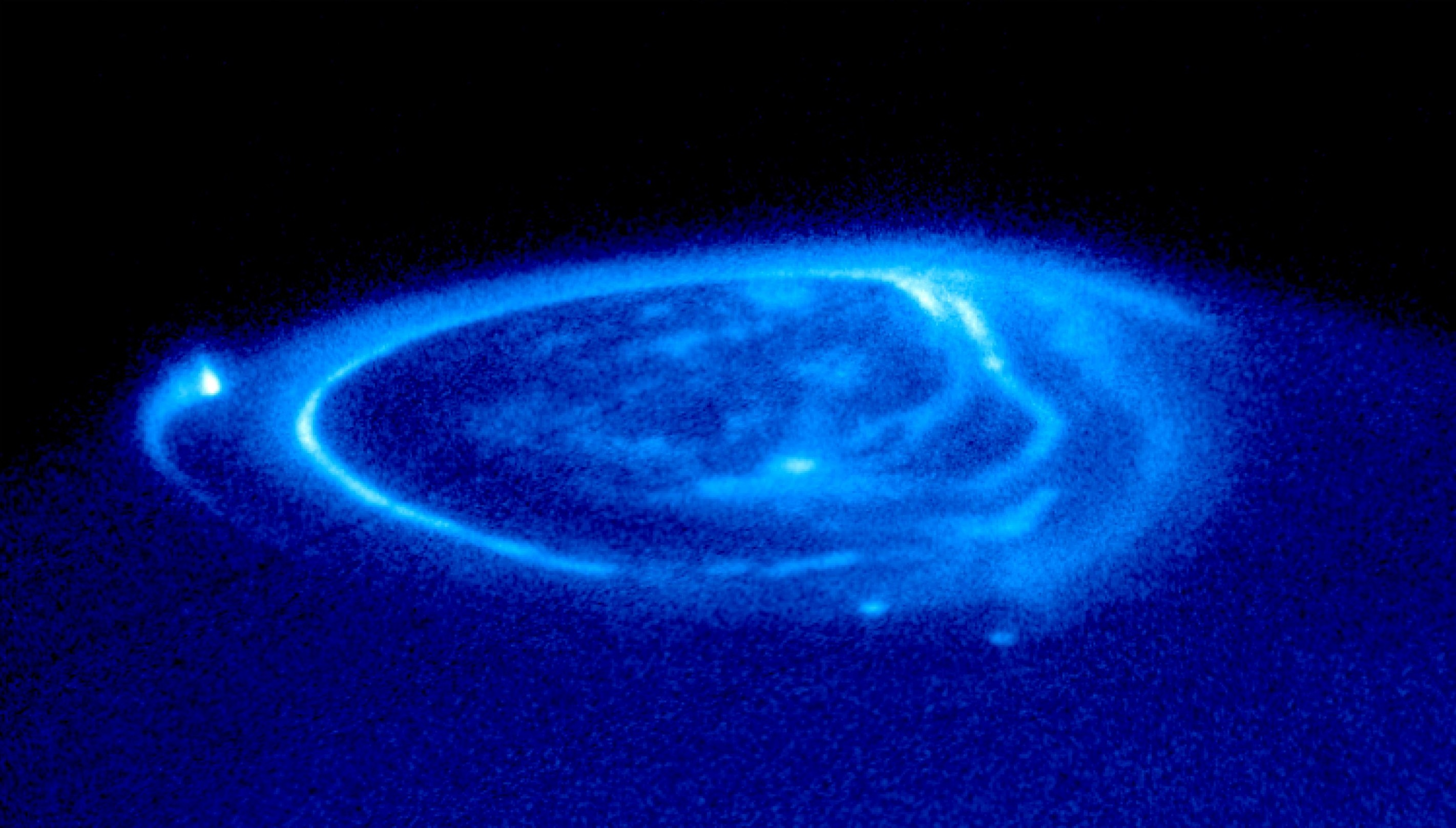
Zorza polarna na Jowiszu. Trzy jasne punkty tworzą strumienie indukcji magnetycznej sięgające do księżyców Io (lewy), Ganimedesa (u dołu) i Europy (także u dołu). Prócz tego, widoczny jest bardzo jasny, prawie kołowy region zwany głównym owalem i słabsze zorze.

Magnetosfera jest przyczyną emisji fal radiowych z okolic biegunów. Proces ten zaczyna się, gdy na skutek aktywności wulkanicznej Io do magnetosfery Jowisza wprowadzane są gazy, które tworzą torus wokół planety. Ruch księżyca przez ten torus powoduje powstawanie fal Alfvéna, które przenoszą zjonizowaną materię w okolice biegunów Jowisza. W rezultacie fale radiowe są generowane jako promieniowanie cyklotronowe, a energia jest emitowana wzdłuż powierzchni stożkowej. Kiedy Ziemia przecina ten stożek, natężenie fal radiowych z Jowisza może przekroczyć natężenie fal emisji słonecznej.

## Orbita i obrót
Jowisz jest jedyną planetą, dla której środek masy układu planeta–Słońce znajduje się ponad powierzchnią Słońca, choć w odległości zaledwie 7% promienia gwiazdy. Średnia odległość między Jowiszem a Słońcem to 778 milionów km (około 5,2 razy więcej niż odległość od Ziemi do Słońca, czyli 5,2 au). Planeta obiega Słońce w ciągu 11,86 lat. Okres obiegu jest równy dwóm piątym okresu orbitalnego Saturna, co wskazuje na istnienie rezonansu pomiędzy dwiema największymi planetami Układu Słonecznego. Eliptyczna orbita Jowisza jest nachylona o 1,31° w stosunku do orbity Ziemi. Z powodu mimośródu równego 0,048, odległość Jowisza od Słońca zmienia się o 75 milionów km pomiędzy peryhelium i aphelium, czyli odpowiednio najbliższym i najbardziej oddalonym punktem orbity planety.
Nachylenie osi obrotu Jowisza jest stosunkowo niewielkie – tylko 3,13°. W wyniku tego na planecie nie zachodzą wyraźne zmiany pór roku, w przeciwieństwie na przykład do Ziemi i Marsa.
Jowisz jest planetą najszybciej obracającą się wokół własnej osi ze wszystkich planet Układu Słonecznego – jego okres obrotu wynosi niecałe dziesięć godzin. Powoduje to powstanie wybrzuszenia równikowego, łatwo dostrzegalnego z Ziemi nawet przez amatorski teleskop. Przyspieszenie odśrodkowe wynikające z tego obrotu na równiku ma wartość około 1,67 m/s², w porównaniu z przyspieszeniem grawitacyjnym równym 24,79 m/s². W efekcie wypadkowe przyspieszenie odczuwalne na równiku ma wartość tylko 23,12 m/s². Planeta ma kształt spłaszczonej elipsoidy obrotowej, co oznacza, że średnica mierzona na równiku jest większa niż średnica mierzona między jej biegunami geograficznymi. Różnica między średnicą równikową a biegunową wynosi 9275 km.

## Obserwacje
Jowisz w maksimum jasności jest czwartym najjaśniejszym obiektem na niebie (po Słońcu, Księżycu i Wenus), przy czym jest najjaśniejszą „gwiazdą” którą można obserwować przez całą noc, jednak czasem Mars bywa nieco jaśniejszy od Jowisza. W zależności od pozycji Jowisza w odniesieniu do Ziemi, jego obserwowana wielkość gwiazdowa może się zmieniać od −2,9m w opozycji do −1,6 podczas koniunkcji ze Słońcem. Średnica kątowa Jowisza waha się od 50,1 do 29,8 sekundy. Wielka opozycja występuje, gdy Jowisz przechodzi przez peryhelium, co następuje raz w ciągu roku jowiszowego (ok. 12 lat). W związku z tym, że Jowisz zbliżył się do peryhelium, które osiągnął w marcu 2011, we wrześniu 2010 miała miejsce ostatnia wielka opozycja.

Fragment toru ruchu Jowisza na tle gwiazd

Ziemia wyprzedza Jowisza w ruchu orbitalnym wokół Słońca co 398,9 dni; okres ten zwany jest okresem synodycznym. W czasie wyprzedzania Jowisz porusza się ruchem wstecznym w stosunku do gwiazd tła, zakreślając na sferze niebieskiej pętlę.
W przybliżeniu 12-letni okres orbitalny Jowisza odpowiada 12 astrologicznym znakom zodiaku; ich pochodzenie może wiązać się z tą obserwacją. W każdej kolejnej opozycji Jowisz znajduje się około 30° dalej na wschód niż podczas poprzedniej, a zatem w kolejnej konstelacji zodiaku.
Ponieważ orbita Jowisza znajduje się ponad 5 razy dalej od Słońca niż ziemska, kąt pomiędzy Słońcem, Jowiszem a Ziemią (kąt fazowy), nigdy nie przekracza 11,5°. Oznacza to, że planeta, obserwowana przez teleskopy naziemne, prawie zawsze wydaje się w pełni oświetlona. Dopiero sondy wysyłane w kierunku Jowisza uzyskały obrazy jego tarczy w znacznym stopniu skrytej w cieniu, w formie półksiężyca.

## Badania i odkrycia
Obserwacje Jowisza prowadzone były przez astronomów babilońskich tysiące lat p.n.e. Chiński historyk astronomii Xi Zezong twierdzi, że chiński astronom Gan De dokonał odkrycia jednego z księżyców Jowisza w 362 p.n.e. gołym okiem. Jeśli jest to prawdą, to odkrycie to wyprzedza osiągnięcia Galileusza o prawie dwa tysiąclecia. Jest to możliwe, ponieważ wszystkie księżyce galileuszowe mogą być w sprzyjających warunkach obserwowane gołym okiem, choć zwykle giną w blasku Jowisza.

### Naziemne obserwacje teleskopowe
W 1610 włoski astronom Galileusz odkrył, za pomocą skonstruowanego przez siebie teleskopu, cztery największe księżyce Jowisza: Io, Europę, Ganimedesa i Kallisto – dziś zwane księżycami galileuszowymi. Odkrycie to uważane jest za pierwszą teleskopową obserwację księżyców innych niż ziemski. Obserwacja Galileusza była również pierwszym dowodem, że ruch ciał niebieskich nie odbywa się wyłącznie dookoła Ziemi. Stało się ono ważnym argumentem na rzecz kopernikańskiej teorii heliocentrycznej; otwarte poparcie teorii Kopernika przez Galileusza spowodowało interwencję inkwizycji.
W latach 60. XVII wieku, Giovanni Cassini przy użyciu nowego teleskopu zaobserwował plamy i kolorowe pasy na Jowiszu, a także zauważył, że planeta jest spłaszczona na biegunach. Był także w stanie oszacować okres obrotu planety. W 1690 Cassini zauważył, że atmosfera wykazuje rotację różnicową.

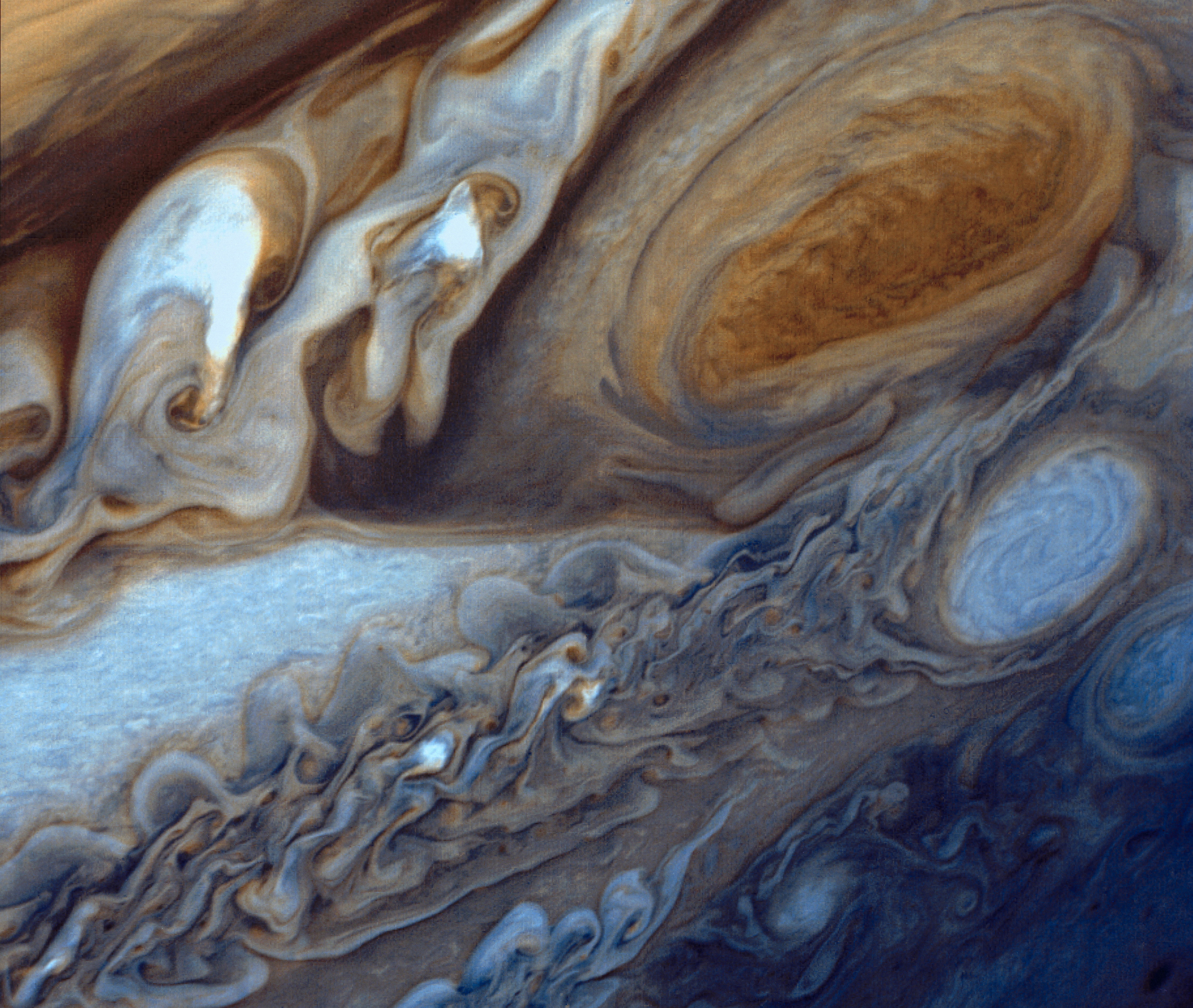
Szczegóły atmosfery Jowisza w nienaturalnych barwach na zdjęciu z sondy Voyager 1, ukazujące Wielką Czerwoną Plamę i biały owal, który się do niej zbliżył

Wielka Czerwona Plama być może została zaobserwowana już w 1664 przez Roberta Hooke’a i w 1665 przez Cassiniego, choć jest to dyskusyjne. Najstarszy znany rysunek Wielkiej Czerwonej Plamy wykonał farmaceuta Heinrich Schwabe w 1831.
Wielka Czerwona Plama była podobno kilkakrotnie niewidoczna między 1665 i 1708 rokiem, zanim ponownie stała się bardzo dobrze widoczna w 1878. Ponownie blaknięcie miało miejsce w 1883 i na początku XX wieku. Mogło to być skutkiem przejściowego zmniejszenia intensywności tego antycyklonu, któremu barwę nadaje, jak się sądzi, ciemniejszy materiał wynoszony z głębszych warstw atmosfery.
Zarówno Cassini, jak i Giovanni Borelli starannie przygotowywali tabele ruchów księżyców Jowisza, które pozwalają przewidzieć czas, gdy księżyce znajdą się przed lub za planetą. W latach 70. XVII w. zaobserwowano jednak, że gdy Jowisz znajdował się po przeciwnej stronie Słońca niż Ziemia, wydarzenia te mogą się pojawić około 17 minut później, niż oczekiwano. Ole Rømer wywnioskował, że obserwacja nie następuje natychmiastowo (wyjaśnienie to wcześniej zostało odrzucone przez Cassiniego), a obserwowana rozbieżność może być użyta do oceny prędkości światła.
W 1892 E.E. Barnard odkrył piątego satelitę Jowisza za pomocą 36-calowego (910 mm) refraktora w Obserwatorium Licka w Kalifornii. Odkrycie tego stosunkowo niewielkiego obiektu świadczyło o jego dobrym wzroku i szybko uczyniło go sławnym. Księżyc został później nazwany Amalteą. To był ostatni księżyc odkryty bezpośrednio poprzez obserwację wzrokową. Kolejnych osiem księżyców odkryła sonda Voyager 1, podczas przelotu w pobliżu Jowisza w 1979.

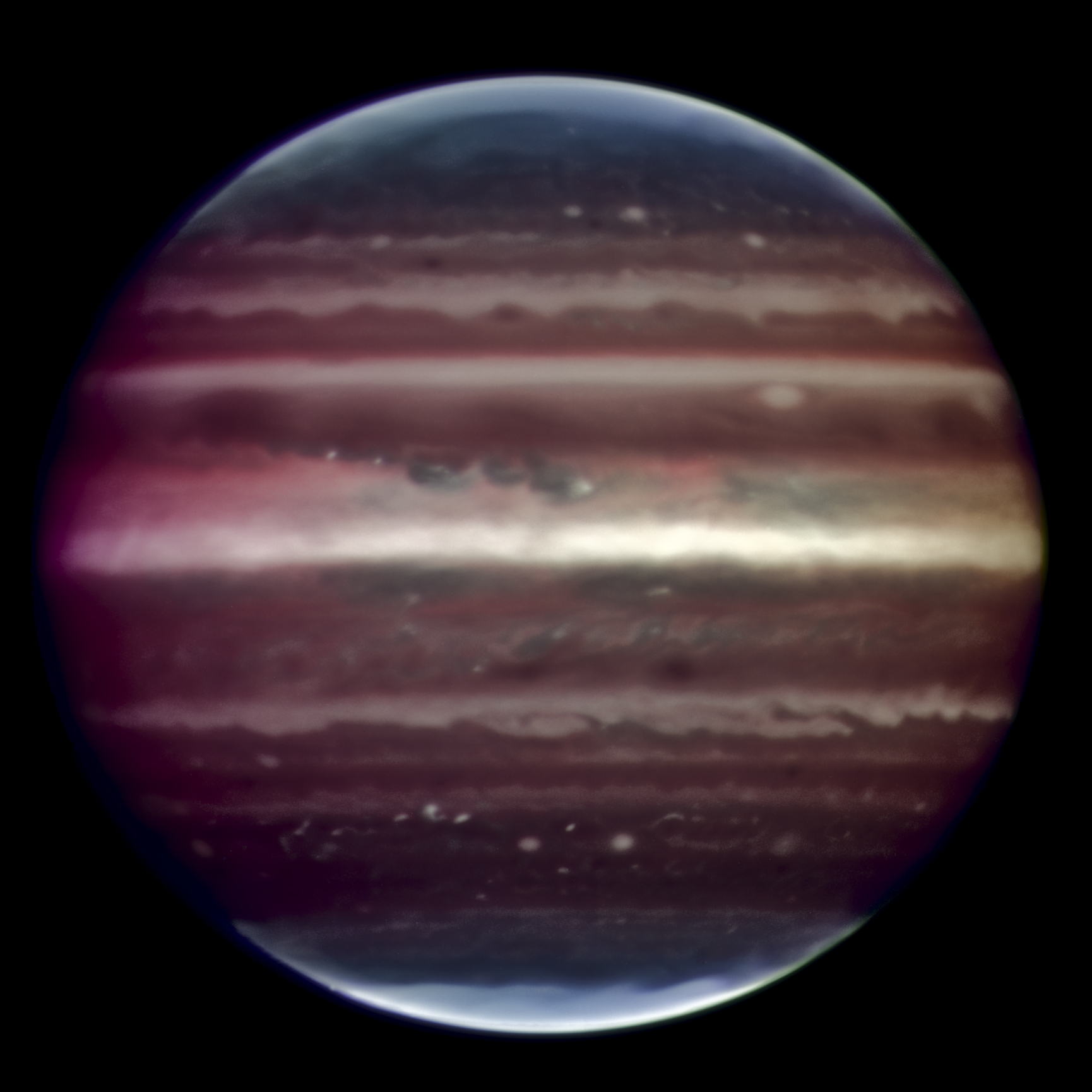
Jowisz w podczerwieni (teleskop VLT z Europejskiego Obserwatorium Południowego)

W 1932 Rupert Wildt zidentyfikował linie spektralne amoniaku i metanu w widmie Jowisza.
Trzy białe owale w Południowym Pasie Umiarkowanym atmosfery Jowisza, będące silnymi antycyklonami, zostały zaobserwowane w 1938. Przez kilka dziesięcioleci pozostawały wyraźnie widoczne, co pewien czas zbliżając się, lecz pozostając oddzielnymi tworami. W 1998 dwa spośród tych owali zlały się w jeden układ burzowy, który następnie wchłonął trzeci w 2000, stając się Owalem BA. Od tamtego czasu burza przybrała na sile, m.in. zmieniając kolor z białego na czerwony.

### Obserwacje radiowe
W 1955 Bernard Burke i Kenneth Franklin wykryli wybuchy sygnałów radiowych pochodzących z Jowisza, o częstotliwości 22,2 MHz. Okres tych błysków odpowiadał obrotowi planety, co pozwoliło poprawić dokładność wyznaczenia prędkości obrotu. Wybuchy radiowe na Jowiszu występują w dwóch postaciach: wybuchy długie (L-wybuchy) trwające do kilku sekund i wybuchy krótkie (S-wybuchy), których okres jest krótszy niż jedna setna sekundy.
Wyróżnia się trzy formy sygnałów radiowych emitowanych przez Jowisza:
- Dekametrowe wybuchy radiowe (długości fal rzędu dziesiątek metrów) zmieniają się z obrotem Jowisza, ma na nie wpływ oddziaływanie Io z polem magnetycznym planety[71].
- Decymetrowa emisja radiowa (długości fal rzędu centymetrów, decymetrów) została zaobserwowana przez Franka Drake’a i Hein Hvatum w 1959[22]. Sygnał ten pochodził z toroidalnego pasa położonego w płaszczyźnie równika Jowisza. Przyczyną jest promieniowanie cyklotronowe emitowane przez elektrony przyspieszane w polu magnetycznym planety[72].
- Promieniowanie cieplne jest wypromieniowywane przez atmosferę Jowisza[22].

### Badania i wyprawy
Od 1973 kilka sond kosmicznych odwiedziło Jowisza. Pierwszą z nich był Pioneer 10. Sonda przeleciała na tyle blisko, by zaobserwować właściwości i zjawiska zachodzące na największej planecie Układu Słonecznego. Loty do innych planet są realizowane kosztem energii, która jest często opisywana przez parametr delta-v, czyli zmianę prędkości netto statku kosmicznego. Dotarcie do Jowisza z Ziemi wymaga delta-v równego 9,2 km/s, która jest porównywalna do wartości delta-v koniecznej do osiągnięcia niskiej orbity Ziemi, równej 9,7 km/s. Przy lotach międzyplanetarnych może jednak być stosowana asysta grawitacyjna, która pozwala zaoszczędzić energię, jednak kosztem znacznie dłuższego czasu trwania lotu.

#### Misje przelotowe
| Nazwa sondy  | Data największego zbliżenia do Jowisza | Najmniejsza odległość od powierzchni Jowisza |
| ------------ | -------------------------------------- | -------------------------------------------- |
| Pioneer 10   | 4 grudnia 1973                         | 132 252 km                                   |
| Pioneer 11   | 3 grudnia 1974                         | ~43 000 km                                   |
| Voyager 1    | 5 marca 1979                           | ~280 000 km                                  |
| Voyager 2    | 9 lipca 1979                           | ~650 000 km                                  |
| Ulysses      | 8 lutego 1992                          | ~380 000 km                                  |
| Ulysses      | 4 lutego 2004                          | ~120 300 000 km                              |
| Cassini      | 30 grudnia 2000                        | ~9 650 000 km                                |
| New Horizons | 28 lutego 2007                         | ~2 300 000 km                                |

Od 1973 kilka sond kosmicznych dokonało przelotu koło planety, zbliżając się na odległość dogodną do obserwacji Jowisza. Program Pioneer przyniósł pierwsze zdjęcia atmosfery planety i jej kilku księżyców. Odkryto, że promieniowanie w pobliżu planety było znacznie silniejsze niż oczekiwano, ale obu sondom udało się przetrwać w tym środowisku. Pomiary trajektorii sond zostały wykorzystane do poprawienia dokładności wyznaczenia masy Jowisza. Przesłonięcie sygnałów radiowych przez planetę pomogło lepiej określić średnicę Jowisza i jego spłaszczenie.
Sześć lat później Voyager wykonał znacznie lepsze zdjęcia księżyców Jowisza i odkrył system jego pierścieni. Wielka Czerwona Plama okazała się ogromnym stałym antycyklonem. Porównanie wykazało, że Czerwona Plama zmieniła kolor od czasu misji Pioneer – z pomarańczowego na ciemnobrązowy. Odkryto strumień zjonizowanych atomów na orbicie Io, a na jej powierzchni znaleziono ślady wybuchów wulkanów; niektóre z nich były nawet aktywne w czasie misji. Voyager przeleciał nad nocną, niewidoczną z Ziemi stroną planety, obserwując błyskawice w atmosferze.
Kolejną misją wysłaną w kierunku Jowisza była sonda Ulysses, wykorzystała ona manewr grawitacyjny w pobliżu Jowisza do osiągnięcia orbity wokół Słońca. Podczas tego przelotu sonda prowadziła badania magnetosfery Jowisza. Jednak Ulysses nie posiada kamer i nie mógł wykonać zdjęć. Drugi przelot odbył się dwanaście lat później, w dużo większej odległości od planety.
W 2000 roku sonda Cassini, w drodze do Saturna, przeleciała w pobliżu Jowisza i przekazała zdjęcia planety o wysokiej rozdzielczości. 19 grudnia 2000 roku sonda sfotografowała księżyc Himalia, ale rozdzielczość była zbyt niska, aby uwidocznić jakiekolwiek szczegóły powierzchni.
Sonda New Horizons, w drodze do Plutona przeleciała blisko Jowisza, dokonując obserwacji planety, jej księżyców i pierścieni. Największego zbliżenia dokonała 28 lutego 2007 roku. Czujniki sondy zmierzyły produkcję plazmy, pochodzącej z wulkanów na Io; sonda zbadała wszystkie cztery galileuszowe księżyce, jak również obserwowała z dystansu zewnętrzne księżyce: Himalię i Elarę. Fotografowanie systemu Jowisza rozpoczęła 4 września 2006 roku.

#### Misja Galileo

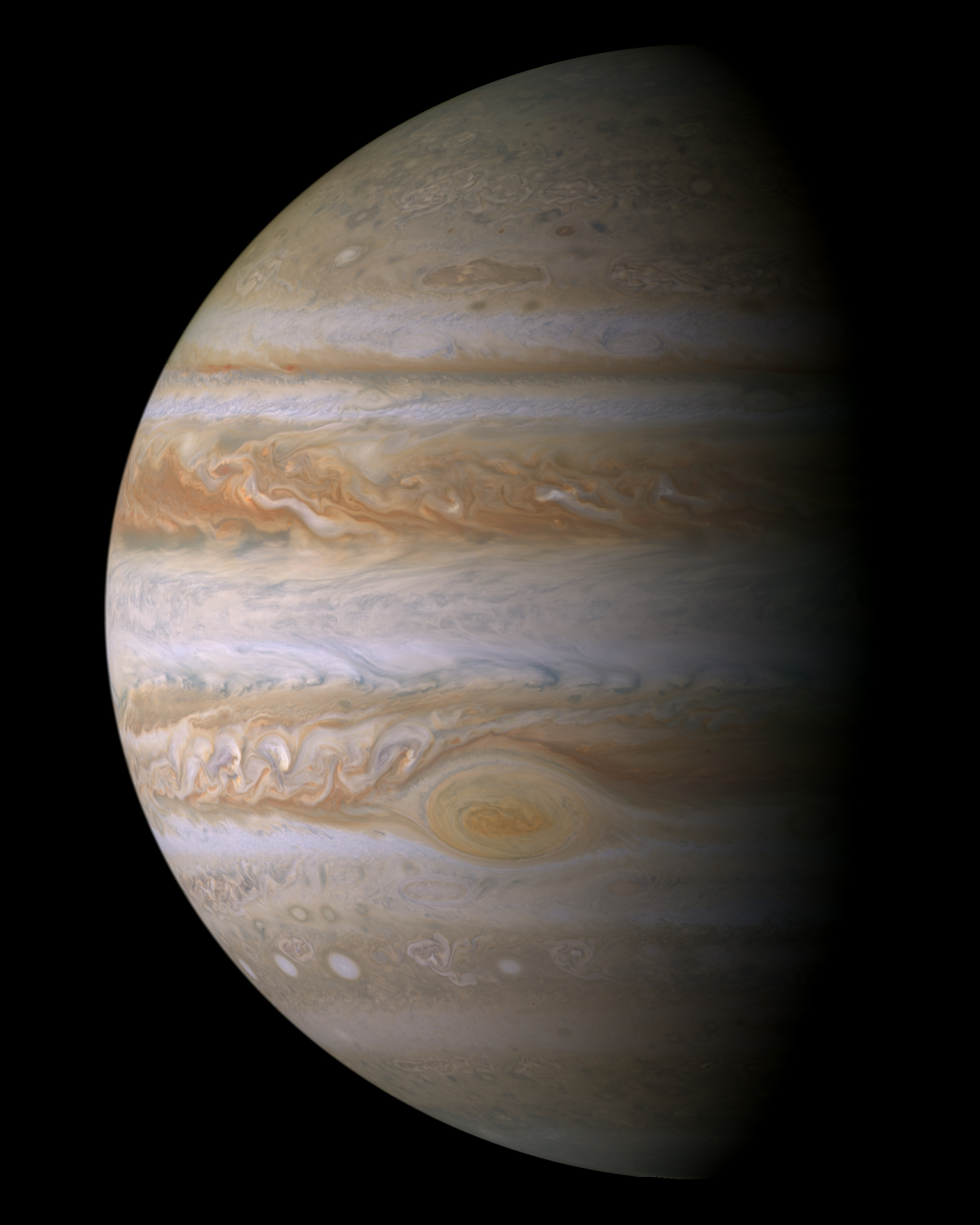
Jowisz widziany przez sondę Cassini

Do 2018 roku jedyne sondy na orbicie Jowisza to Galileo, który wszedł na orbitę wokół planety 7 grudnia 1995 roku i Juno. Galileo był tam przez ponad siedem lat, wykonując wiele przelotów nad wszystkimi księżycami galileuszowymi i Amalteą. Statek był również świadkiem uderzenia komety Shoemaker-Levy 9, gdy zbliżyła się do Jowisza w 1994 roku, dając wyjątkową okazję do obserwowania tego zdarzenia. Jakkolwiek ilość informacji, przesłanych przez sondę Galileo, była ogromna, to przewidziana przepustowość łącza radiowego była ograniczona przez nie w pełni rozwiniętą antenę o wysokim wzmocnieniu.
Próbnik atmosferyczny został wypuszczony z sondy w lipcu 1995 roku, wchodząc w atmosferę planety 7 grudnia. Podczas opadania na spadochronie przez 150 km atmosfery, zbierał dane przez 57,6 minuty, zanim został zmiażdżony przez ciśnienie (około 22 razy większe niż ziemskie, przy temperaturze 153 °C). Następnie uległ stopieniu i prawdopodobnie wyparował. Orbiter Galileo również czekał ten los, chociaż szybszy, kiedy sonda została celowo skierowana na kurs kolizyjny z planetą 21 września 2003 roku, z prędkością powyżej 50 km/s. Naukowcy zdecydowali się na ten krok, aby uniknąć jakiejkolwiek możliwości uderzenia i ewentualnego skażenia Europy – księżyca, na którym przypuszczalnie panują warunki pozwalające na istnienie życia.

#### Misja Juno
NASA prowadzi misję, która szczegółowo bada Jowisza z orbity okołobiegunowej. Wystrzelenie sondy Juno nastąpiło 5 sierpnia 2011 roku, za pomocą rakiety nośnej Atlas V. Sonda weszła na orbitę dookoła planety w lipcu 2016 roku. Sonda krąży po orbicie z okresem 53 dni. Dzięki zaaprobowanemu przez NASA przedłużeniu misji, ma okrążać planetę i badać ją co najmniej do lipca 2021 roku.

#### Misje przyszłe i odwołane
Plany dotyczące następnej misji mającej na celu badanie księżyców galileuszowych kilkakrotnie ulegały zmianom. Ze względu na możliwość istnienia pod powierzchnią ciekłych oceanów na Europie, Ganimedesie i Kallisto, zainteresowanie szczegółowymi badaniami tych lodowych księżyców jest ogromne. Trudności z finansowaniem opóźniły jednak postępy. Zaprojektowany przez NASA Jupiter Icy Moons Orbiter (JIMO) został odwołany w 2005 roku. Europejska Agencja Kosmiczna rozważała także misję Jovian Europa Orbiter. Projekty te zostały zastąpione przez wspólnie przygotowywaną misję Europa Jupiter System Mission – Laplace (EJSM/Laplace). W lutym 2009 roku ogłoszono, że ESA i NASA dały misji pierwszeństwo przed konkurencyjną misją Titan Saturn System Mission (TSSM) do układu Saturna.
EJSM miała się składać z kierowanego przez NASA Jupiter Europa Orbiter (JEO) oraz kierowanego przez ESA Jupiter Ganymede Orbiter (JGO), wystrzelenie sond planowano około 2020 roku. W kwietniu 2011 roku ESA uznała jednak, że planowany budżet amerykańskiej agencji stawia wspólną misję w 2020 pod znakiem zapytania i lepszym rozwiązaniem będzie samodzielne wysłanie sondy, opartej na projekcie JGO. Projektowana misja została nazwana Jupiter Icy Moon Explorer (JUICE).

## Księżyce

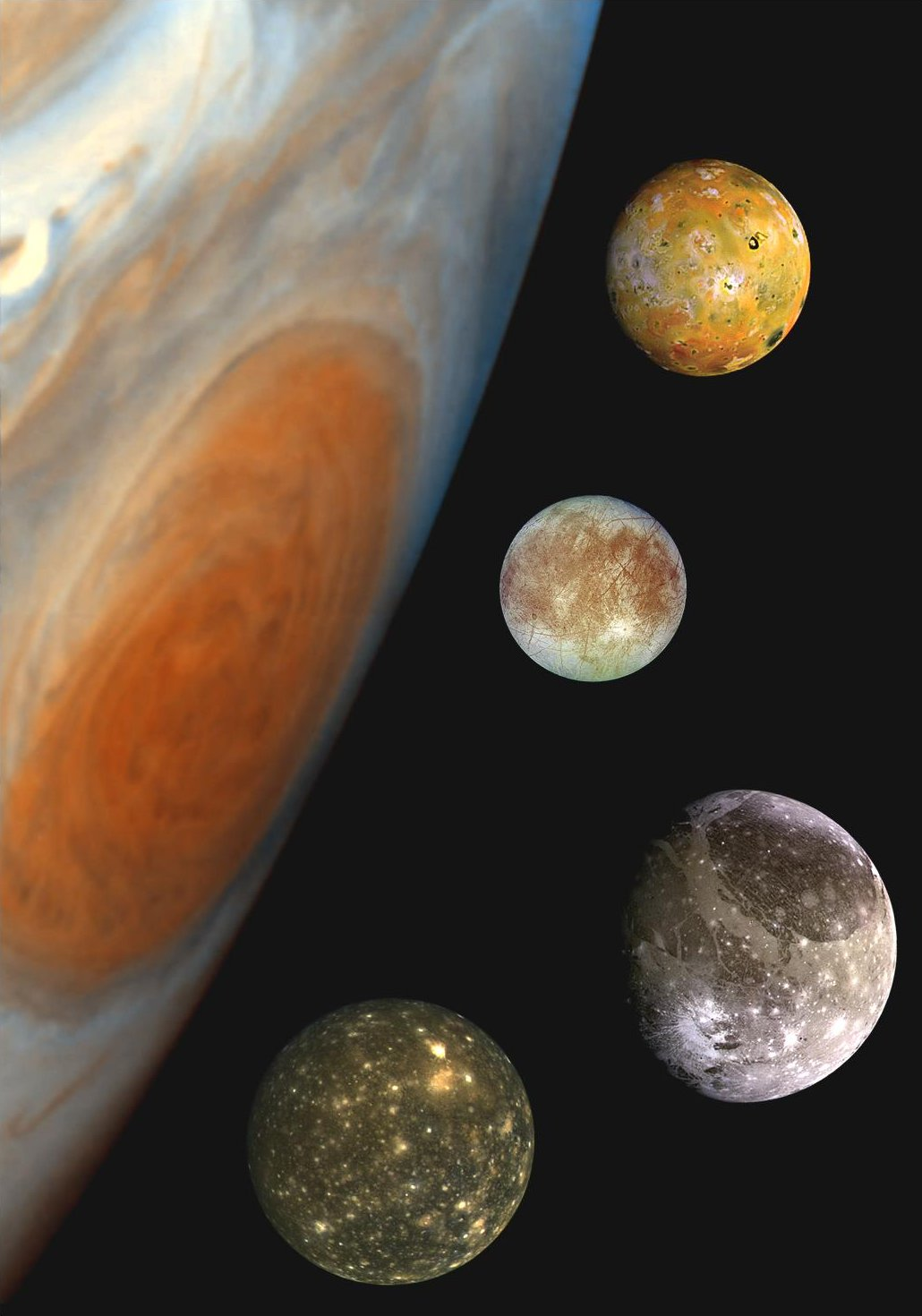
Porównanie rozmiarów księżyców galileuszowych i Jowisza. Od góry: Io, Europa, Ganimedes i Kallisto. Widoczny fragment powierzchni Jowisza z Wielką Czerwoną Plamą.

Odkryto łącznie 95 księżyców Jowisza (stan na 3 lutego 2023). Cztery księżyce są dużymi obiektami o kształcie zbliżonym do kuli, o średnicach większych niż 3000 km, od odkrywcy są zwane „księżycami galileuszowymi”. Pozostałe księżyce są znacznie mniejsze i nie mają już kształtu zbliżonego do kuli; trzy mają rozmiary w zakresie 100–170 km, kolejne 9 ma średnicę większą niż 10 km, pozostałe mniejsze niż 10 kilometrów zostały odkryte po 1975.

### Księżyce galileuszowe
Orbity Io, Europy i Ganimedesa, który jest największym satelitą w Układzie Słonecznym, wykazują współmierność znaną jako rezonans Laplace’a; na cztery okrążenia Jowisza przez Io przypadają dokładnie dwa okrążenia Europy i dokładnie jedno okrążenie Ganimedesa. Rezonans ten powoduje, że grawitacja tych trzech dużych księżyców deformuje ich orbity, dążąc do nadania im bardziej eliptycznego kształtu (do zwiększenia mimośrodu), ponieważ każdy księżyc jest dodatkowo przyciągany przez sąsiadów w tym samym miejscu orbity za każdym okrążeniem. Z drugiej strony, siły pływowe pochodzące od Jowisza dążą do nadania ich orbitom kształtu kołowego (zmniejszenia mimośrodu).
Ekscentryczność orbit księżyców galileuszowych powoduje regularne deformacje kształtu trzech księżyców, grawitacja Jowisza rozciąga je podczas zbliżenia, pozwalając na powrót do bardziej kulistego kształtu, gdy księżyc oddala się od planety. To rozciąganie pływowe rozgrzewa wnętrza księżyców poprzez tarcie. Jest to najwyraźniej widoczne na przykładzie niezwykle intensywnej aktywności wulkanicznej Io (najbardziej wewnętrznego księżyca, który podlega najsilniejszym siłom pływowym), oraz w mniejszym stopniu na geologicznie młodej powierzchni Europy (która wskazuje na względnie niedawne odnawianie powierzchni księżyca przez aktywność tektoniczną).
| Księżyce galileuszowe w porównaniu z ziemskim Księżycem | Księżyce galileuszowe w porównaniu z ziemskim Księżycem | Księżyce galileuszowe w porównaniu z ziemskim Księżycem | Księżyce galileuszowe w porównaniu z ziemskim Księżycem | Księżyce galileuszowe w porównaniu z ziemskim Księżycem | Księżyce galileuszowe w porównaniu z ziemskim Księżycem | Księżyce galileuszowe w porównaniu z ziemskim Księżycem | Księżyce galileuszowe w porównaniu z ziemskim Księżycem | Księżyce galileuszowe w porównaniu z ziemskim Księżycem | Księżyce galileuszowe w porównaniu z ziemskim Księżycem |
| Nazwa                                                   | Średnica                                                | Średnica                                                | Masa                                                    | Masa                                                    | Promień orbity                                          | Promień orbity                                          | Okres orbitalny                                         | Okres orbitalny                                         |                                                         |
| Nazwa                                                   | km                                                      | %                                                       | kg                                                      | %                                                       | km                                                      | %                                                       | dni                                                     | %                                                       |                                                         |
| ------------------------------------------------------- | ------------------------------------------------------- | ------------------------------------------------------- | ------------------------------------------------------- | ------------------------------------------------------- | ------------------------------------------------------- | ------------------------------------------------------- | ------------------------------------------------------- | ------------------------------------------------------- | ------------------------------------------------------- |
| Io                                                      | 3643                                                    | 105                                                     | 8,9×1022                                                | 120                                                     | 421 700                                                 | 110                                                     | 1,77                                                    | 7                                                       |                                                         |
| Europa                                                  | 3122                                                    | 90                                                      | 4,8×1022                                                | 65                                                      | 671 034                                                 | 175                                                     | 3,55                                                    | 13                                                      |                                                         |
| Ganimedes                                               | 5262                                                    | 150                                                     | 14,8×1022                                               | 200                                                     | 1 070 412                                               | 280                                                     | 7,15                                                    | 26                                                      |                                                         |
| Kallisto                                                | 4821                                                    | 140                                                     | 10,8×1022                                               | 150                                                     | 1 882 709                                               | 490                                                     | 16,69                                                   | 61                                                      |                                                         |

### Klasyfikacja księżyców

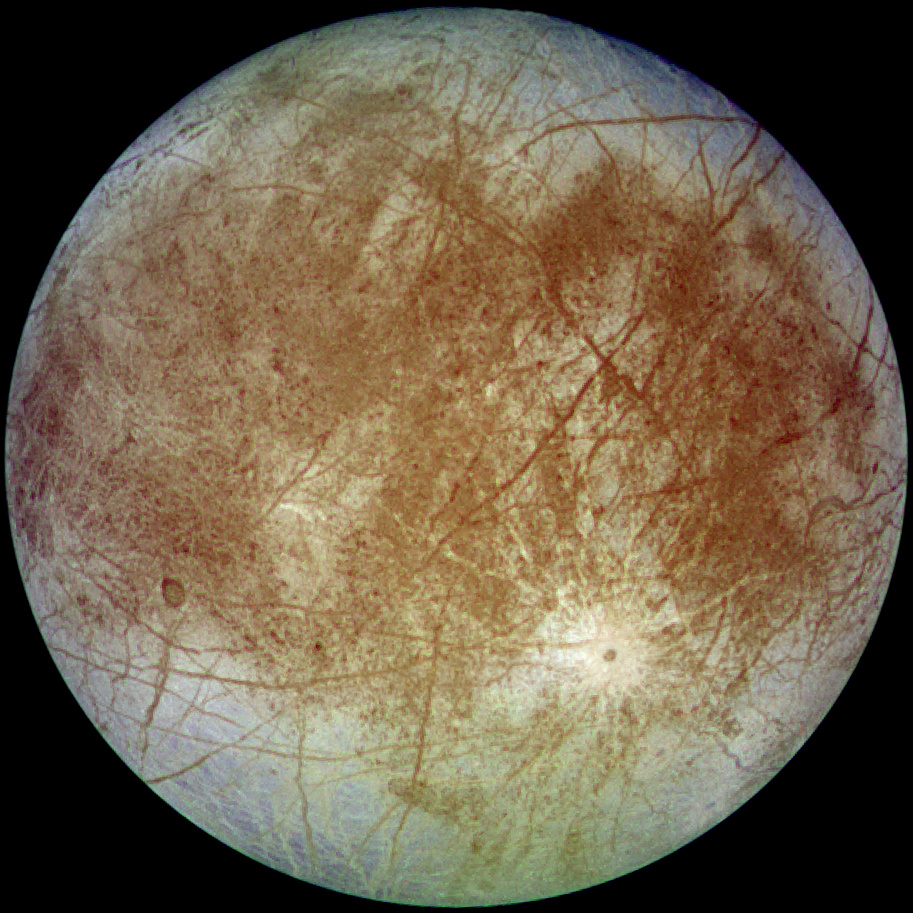
Księżyc Jowisza, Europa

Przed odkryciami misji Voyager, znane księżyce Jowisza były podzielone równo na cztery grupy po cztery, na podstawie podobieństwa ich elementów orbity. Od tego czasu odkryto wiele nowych małych księżyców, co spowodowało konieczność zmian w klasyfikacji. Obecnie wyróżnia się sześć głównych grup, chociaż niektóre są bardziej wyraziste niż inne.
Podstawowy podział wyróżnia osiem wewnętrznych księżyców regularnych oraz księżyce nieregularne. Regularne księżyce planety mają prawie kołowe orbity położone w pobliżu płaszczyzny równika Jowisza i sądzi się, że powstały równocześnie z nim. Pozostałe grupy składają się z nieznanej dokładnie liczby małych księżyców o orbitach silnie eliptycznych i nachylonych, co powoduje, że astronomowie uważają je za przechwycone planetoidy lub fragmenty takich ciał. Księżyce nieregularne tworzące grupę mają podobne parametry orbity, a zatem mogą mieć wspólne pochodzenie – mogły powstać na skutek rozpadu większego ciała.
| Księżyce regularne            | Księżyce regularne |
| ----------------------------- | --- |
| Grupa Amaltei                 | Wewnętrzna grupa czterech małych księżyców, wszystkie mają średnicę mniejszą niż 200 km, promień orbity mniej niż 200 000 km i nachylenie orbity mniejsze niż pół stopnia. |
| Galileuszowe księżyce Jowisza | Cztery księżyce odkryte przez Galileusza i Simona Mariusa mają orbity między 400 000 km a 2 000 km, i są to jedne z największych księżyców w Układzie Słonecznym.          |
| Nieregularne księżyce         | |
| Temisto                       | Pojedynczy księżyc nienależący do żadnej z większych grup, krążący między księżycami galileuszowymi i grupą Himalii.                                                       |
| Grupa Himalii                 | Zwarta grupa nieregularnych księżyców Jowisza, poruszających się ruchem prostym (zgodnie z kierunkiem obrotu planety) po orbitach o inklinacji ok. 27°.                    |
| Grupa Karpo                   | Dwa księżyce krążący po silnie nachylonych orbitach, okrążają Jowisza ruchem prostym.                                                                                      |
| Valetudo                      | Pojedynczy księżyc okrążający Jowisza ruchem prostym, przecinający obszar, w którym liczne księżyce krążą ruchem wstecznym.                                                |
| Grupa Ananke                  | Grupa nieregularnych księżyców Jowisza, poruszających się ruchem wstecznym, po orbitach o inklinacji zbliżonej do 150°.                                                    |
| Grupa Karme                   | Grupa nieregularnych księżyców Jowisza, poruszających się ruchem wstecznym, po orbitach o inklinacji zbliżonej do 165°, bardziej zwarta niż dwie sąsiednie grupy.          |
| Grupa Pazyfae                 | Grupa zewnętrznych, nieregularnych księżyców Jowisza, poruszających się ruchem wstecznym, po orbitach o inklinacji w zakresie w przybliżeniu 145°–158°.                    |

## Znaczenie dla Układu Słonecznego
Nie tylko oddziaływanie grawitacyjne Słońca, ale także Jowisza miało wpływ na kształtowanie się Układu Słonecznego. Orbity większości planet leżą bliżej płaszczyzny orbity Jowisza niż płaszczyzny równikowej Słońca (Merkury jest jedyną planetą, której orbita znajduje się bliżej płaszczyzny równika słonecznego), przerwy Kirkwooda w pasie planetoid są spowodowane głównie przez Jowisza, a planeta może być odpowiedzialna za Wielkie Bombardowanie, które miało miejsce we wczesnej historii geologicznej ciał wewnętrznego Układu Słonecznego.
Oprócz księżyców, pole grawitacyjne Jowisza wpływa na planetoidy. Niektóre pozostają w regionach punktów libracyjnych Lagrange’a na orbicie Jowisza, podążając za nim lub wyprzedzając go w ruchu wokół Słońca. Są one znane jako Trojańczycy, dzieli się je na obóz grecki i obóz trojański. Pierwsza z nich, (588) Achilles, została odkryta przez Maxa Wolfa w 1906 roku; od tego czasu odkryto ich ponad sześć tysięcy. Największą z nich jest (624) Hektor.
Większość komet krótkookresowych należy do rodziny Jowisza – zdefiniowanej jako komety o półosi wielkiej orbity mniejszej niż Jowisz. Uważa się, że te komety powstały w Pasie Kuipera poza orbitą Neptuna. Podczas bliskich spotkań z Jowiszem ich tory uległy zakłóceniu, co doprowadziło do skrócenia okresu obiegu, a następnie na skutek regularnego oddziaływania grawitacyjnego ze Słońcem i Jowiszem orbity stały się bardziej kołowe.

### Zderzenia

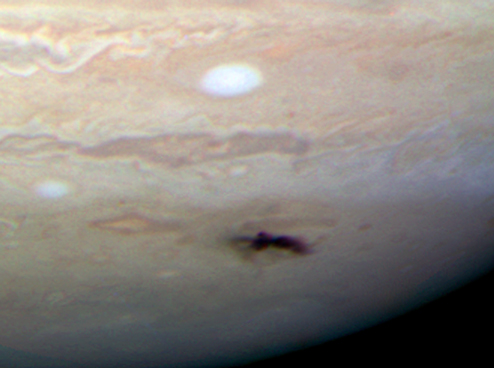
Zdjęcie wykonane 23 lipca 2009 przez Kosmiczny Teleskop Hubble’a pokazuje ślad zderzenia komety z Jowiszem, o średnicy około 8000 kilometrów

Ogromna studnia potencjału grawitacyjnego Jowisza i położenie w pobliżu wewnętrznej części Układu Słonecznego oczyszcza przestrzeń z mniejszych ciał. Otrzymuje on najwięcej uderzeń ze strony komet i planetoid. Sądzono, że planeta częściowo chroniła planety wewnętrzne przed bombardowaniem przez komety. Jednak najnowsze symulacje komputerowe wskazują, że Jowisz nie powoduje spadku liczby komet, które przechodzą przez wewnętrzne obszary Układu Słonecznego, jako że jego przyciąganie wysyła bliżej Słońca mniej więcej tyle samo ciał, ile planeta pochłania lub wyrzuca na dalsze orbity. Ten temat budzi kontrowersje wśród astronomów; niektórzy uważają, że Jowisz wysyła w kierunku Ziemi komety z Pasa Kuipera, podczas gdy inni uważają, że chroni on Ziemię przed impaktorami z hipotetycznego Obłoku Oorta.
Przeprowadzone w 1997 roku badania historycznych rysunków astronomicznych sugerują, że Giovanni Cassini mógł zarejestrować ślad uderzenia komety w Jowisza już w 1690. Stwierdzono, że w przypadku ośmiu innych potencjalnych obserwacji prawdopodobieństwo, że był to impakt, jest niewielkie lub zerowe. W okresie 16 do 22 lipca 1994 r. ponad 20 fragmentów komety Shoemaker-Levy 9 (SL9, formalnie oznaczona jako D/1993 F2) uderzyło w południową półkulę Jowisza; dokonano wówczas pierwszej bezpośredniej obserwacji zderzenia dwóch obiektów w Układzie Słonecznym. Zderzenie z kometą Shoemaker-Levy 9 dostarczyło danych pomocnych w określeniu składu atmosfery Jowisza.
W następnych latach zaobserwowano kolejne uderzenia małych obiektów w atmosferę Jowisza.
- 19 lipca 2009 roku miało miejsce uderzenie niedaleko bieguna południowego planety[117][118]. Uderzenie pozostawiło ślad w postaci czarnej plamy w atmosferze planety, o wielkości zbliżonej do Owalu BA[119]. Obserwacje w podczerwieni wskazały jasny punkt, w którym miał miejsce impakt[120], co oznacza, że uderzenie rozgrzało dolną część atmosfery w rejonie bieguna[121]. Ślad po kolizji zanikł szybciej niż w przypadku uderzenia komety w 1994 roku, ponieważ – jak wykazały obserwacje w ultrafiolecie – to uderzenie nie utworzyło drobnych cząstek pyłu. Analizy możliwych orbit ciała odpowiedzialnego za zderzenie sugerują, że była to planetoida z rodziny Hildy[122] lub obiekt o orbicie podobnej do orbity centaura 2005 TS100 o średnicy w granicach 200–500 m[123]. Astronom amator Anthony Wesley prowadząc obserwacje w pobliżu miejscowości Murrumbateman w Nowej Południowej Walii kilkadziesiąt kilometrów na północ od Canberry, używając 14,5-calowego teleskopu Newtona i podłączonej do niego kamery video odkrył ślad w atmosferze Jowisza po zderzeniu z niewielką planetoidą. Dokładne pomiary pozwoliły oszacować jej średnicę na około 500 m i prędkość zderzenia na ponad 60 km/s. Ślad w atmosferze miał kilka tysięcy kilometrów[124].
- 3 czerwca 2010 roku mniejsze zderzenie zostało zaobserwowane przez astronoma Anthony’ego Wesleya w Australii; później okazało się, że zdarzenie to zostało utrwalone na wideo przez innego astronoma na Filipinach[125].
- 20 sierpnia 2010 roku impakt zarejestrował na filmie wykonanym swoim teleskopem japoński miłośnik astronomii z Kumamoto, Masayuki Tachikawa. Zaobserwowanie trzeciego tego typu zdarzenia w ciągu zaledwie 13 miesięcy zapewne zmusi astronomów do rewizji dotychczasowych szacunków liczby ciał niebieskich krążących w pobliżu wielkich planet[126][123].
- 10 września 2012 roku astronomowie amatorzy Dan Peterson i George Hall z USA zaobserwowali ślad świetlny, pozostawiony przez następne uderzenie małego obiektu w tę planetę[127].

## Istnienie życia
Według większości naukowców w 1953 roku eksperyment Stanleya Millera wykazał, że oddziaływanie światła i związków chemicznych, które istniały w atmosferze pierwotnej Ziemi, doprowadza do powstania związków organicznych (w tym aminokwasów), które są budulcem ziemskiego życia. Symulowana atmosfera zawierała wodę, metan, amoniak i molekularny wodór, a wszystkie te cząsteczki są obecne w atmosferze Jowisza. Istnieje w niej jednak także silna pionowa cyrkulacja powietrza, która przenosi te związki w głębsze warstwy atmosfery. Panująca w nich znacznie wyższa temperatura niszczy bardziej złożone związki, co uniemożliwia powstanie życia podobnego do ziemskiego.
Na Jowiszu nie ma śladów życia podobnego do ziemskiego, ponieważ ilość wody w atmosferze planety jest zbyt mała, a jeżeli w głębi planety istnieje jakakolwiek stała powierzchnia, to jest ona poddana ekstremalnie wysokiemu ciśnieniu i temperaturze. W 1976 roku, przed obserwacjami Voyagera 2, wysnuto hipotezę, że w górnych warstwach atmosfery Jowisza mogło rozwinąć się życie oparte na wodzie lub na amoniaku. Ta hipoteza opierała się na ekologii ziemskich mórz, w których występują trzy podstawowe elementy łańcucha pokarmowego: fotosyntetyzujący plankton, żyjący przy powierzchni, jest jedzony przez ryby, a te z kolei – przez morskie drapieżniki.
Przypuszcza się, że życie w układzie Jowisza jest możliwe w podpowierzchniowych oceanach, które prawdopodobnie istnieją na niektórych lodowych księżycach. Za najbardziej prawdopodobne siedlisko życia uważa się wodny ocean na Europie (ocean na Ganimedesie jest prawdopodobnie uwięziony pomiędzy dwiema warstwami lodu o różnej strukturze krystalicznej).

## Kultura
Jowisz jest znany od czasów starożytnych. Jest widoczny gołym okiem na nocnym niebie i może być czasami widoczny w ciągu dnia, kiedy Słońce znajduje się nisko. U starożytnych Babilończyków planeta ta reprezentowała boga Marduka. Określali oni własne znaki zodiaku, śledząc jego ok. 12-letnią wędrówkę wzdłuż ekliptyki.
Rzymianie nazywali planetę Iuppiter na cześć głównego boga mitologii rzymskiej (Jupitera, zwanego także Jowiszem), którego imię pochodzi od praindoeuropejskiej formy wołacza *dyeu-peter, znaczącego „bóg-ojciec”. Jest najważniejszym z bogów, odpowiednikiem greckiego Zeusa.
W starożytnych Chinach Jowisz nazywany był Mùxīng (木星) i zgodnie z teorią pięciu elementów uznawany za planetę wschodniej strony świata i łączony z żywiołem drewna. Jego 12-letni czas obiegu wokół Słońca był podstawą do wyznaczania tzw. wielkiego roku, pozostającego w korelacji do 12-miesięcznego roku ziemskiego i używanego w rachubie czasu.
W astrologii uważany jest za planetę wzrostu i szczęścia, przynosząc je tym, dla których jest przychylny.
Nazwa planety, jako rozpoznawalna, bywa wykorzystywana do nazywania produktów niemających związku z tym ciałem niebieskim. Nazwę „Jowisz” nosił m.in. pierwszy kolorowy telewizor opracowany i produkowany w Polsce przez zakłady WZT.

### W literaturze i filmie
Układ Jowisza jest ważnym miejscem akcji cyklu Odyseja kosmiczna, na który składają się cztery powieści Arthura C. Clarke’a oraz filmy 2001: Odyseja kosmiczna w reżyserii Stanleya Kubricka i 2010: Odyseja kosmiczna w reżyserii Petera Hyamsa. W drugim filmie Jowisz zostaje zamieniony w gwiazdę, a jej ciepło roztapia lodowe pokrywy księżyców i umożliwia rozwój życia na Europie.

## Dalsza literatura
- Bagenal, F.; Dowling, T.E.; McKinnon, W.B. (eds.): Jupiter: The planet, satellites, and magnetosphere. Cambridge: Cambridge University Press, 2004. ISBN 0-521-81808-7. Brak numerów stron w książce
- Reta Beebe: Jupiter: The Giant Planet. Wyd. 2. Washington, D.C.: Smithsonian Institution Press, 1997. ISBN 1-56098-731-6. Brak numerów stron w książce